# وقتی آن‌ها ما را می‌بینند
وقتی آن‌ها ما را می‌بینند (انگلیسی: When They See Us) یک مینی‌سریال آمریکایی در ژانر تاریخی و درام به کارگردانی ایوا دوورنی است. این مینی‌سریال ۴ قسمتی تولید نت‌فلیکس و محصول سال ۲۰۱۹ است.
شبکه پنج صدا و سیمای ایران این سریال را با دوبله فارسی از شنبه ۱۷ آبان ۱۳۹۹ آغاز به پخش در هر روز عصر کرد.

## داستان
داستان این مجموعهٔ تلویزیونی بر اساس پروندهٔ جاگر سنترال پارک نیویورک (حمله و تجاوز به تریشا میلی زن ۲۸ سالهٔ سفیدپوست آمریکایی) و در مورد ۵ نوجوان سیاه‌پوست است که به اتهام تجاوز جنسی و حمله به یک زن در سال ۱۹۸۹ در سنترال پارک شهر نیویورک بازداشت و محاکمه می‌شوند.

## بازیگران
- جوان آدپو
- کریس چاک
- کایلی بانبری
- آنجانو الیس
- ورا فارمیگا
- فلیسیتی هافمن
- جان لگویزمائو
- نیسی نش
- مایکل کی ویلیامز
- ریس نوی